# حاجی سیاب کندی
حاجی سیاب کندی یک روستا در ایران است که در دهستان قشلاق جنوبی واقع شده‌است. حاجی سیاب کندی ۲۴ نفر جمعیت دارد.